# Лебедин (Бориспільський район)
Лебеди́н — село в Україні, у Бориспільській міській громаді Бориспільського району Київської області. Населення становить 1147 осіб.

## З історії села
За козаччини, до 1781 року селище Лебедин було у складі Баришівської сотні Переяславського полку.
Зі скасуванням козацького полкового устрою, селище перейшло до складу Остерського повіту Київського намісництва. За описом 1787 року у Лебедині було 182 особи, село у володінні «казених людей» і власників: генерал-майора Якима Сулими і надвірного радника Семена Сулими, бунчукового товариша Данила Симоновського, полкового осавула Корсуна жінки Параскеви
Селище було приписане до Покровської церкви у Сулимівці.
Від початку XIX ст. Лебедин вже у складі Переяславського повіту Полтавської губернії.
Є на мапі 1812 року.
1910 року – селище Лебедин разом з х.Вуровщина (Полєжаєва) Іванківської волості Переяславського повіту Полтавської губернії, 115 господарств, 674 мешканця.
У роки радянської колективізації і Голодомору с. Лебедин було підпорядковане Кучаківській сільській раді. На 1933 рік в селі налічувалось 45 дворів, мешканців – 365 осіб.
Восени 1932 року з с. Лебедин виконавцями політики Голодомору було вивезено всі зернові і продовольчі фонди колективного господарства, пограбовано особисті господарства і колгоспників, і одноосібників. Точну цифру жертв Голодомору не встановлено. Очевидці трагедії пригадали прізвища 4-х померлих від голоду односельців. 

## Населення

### Мова
Розподіл населення за рідною мовою за даними перепису 2001 року:
| Мова       | Кількість | Відсоток |
| ---------- | --------- | -------- |
| українська | 1106      | 96.43%   |
| російська  | 35        | 3.04%    |
| білоруська | 5         | 0.44%    |
| румунська  | 1         | 0.09%    |
| Усього     | 1147      | 100%     |

## Відомі уродженці
- Сергій Данилович Чорний (1874—1956) — український астроном, автор першого підручника з астрономії українською мовою